# Martin Kjellström
Martin Kjellström (ur. 21 września 1971 r. w Annedal) – szwedzki kulturysta.

## Życiorys
Zanim zajął się kulturystyką, trenował biegi długodystansowe. W 2001 roku wystąpił podczas zawodów kulturystycznych w Oslo, których został całkowitym zwycięzcą. Sukces ten powtórzył rok później, w trakcie Nutrition Outlet Grand Prix w Sztokholmie.
Zawodnik wagi superciężkiej (100 kg+). W 2005 Międzynarodowa Federacja Kulturystyki i Fitnessu (IFBB) przyznała mu kartę sportowca profesjonalnego. W kolejnym roku debiutował w zawodach ogólnoświatowych; był to turniej IFBB Ironman Pro Invitational, w trakcie którego zajął dwunaste miejsce. W 2008 podczas zmagań IFBB Pro Grand Prix w Rumunii wywalczył brązowy medal.  Jesienią 2013 wystąpił na zawodach IFBB Tijuana Pro; zdobył srebro. Kilkukrotnie brał udział w konkursach Arnold Classic, raz (w 2009) startował w zawodach Mr. Olympia.
W 2009 jego nazwisko wiązano ze skandalem sportowym: ujawniono, że Kjellström stosuje doping. Na przestrzeni 2009 i 2010 roku kulturysta był wielokrotnie nękany przez rząd szwedzki, a nawet aresztowany; rzekomo ze względu na olbrzymie proporcje swojego ciała. Stawiano mu zarzuty stosowaniu sterydów, a także ich rozprowadzania. W czerwcu 2014 aresztowano go ponownie. Kjellström uznał, że fakt stosowania przez niego dopingu wydolnościowego nie powinien wywoływać kontrowersji, jako że "sam ma prawo decydować o swoim ciele dopóki nikogo w ten sposób nie krzywdzi". W październiku 2015 sportowiec został zwolniony z więzienia.
Jest żonaty. Jego żona pomagała mu w przemycaniu sterydów. W branży przestępczej Kjellström znany był pod pseudonimem "Mr. Maxi".

## Wymiary
- wzrost: 185 cm
- waga w sezonie zmagań sportowych: ok. 132 kg
- waga poza sezonem zmagań sportowych: ok. 120 kg